# 2000年シドニーオリンピックの競泳競技
2000年シドニーオリンピックの競泳競技（2000ねんシドニーオリンピックのきょうえいきょうぎ）は、2000年9月16日から9月23日までの競技日程でシドニー国際水泳センターで実施された。

## 概要
男女ともに16種目で争われた。

## 競技結果

### 男子
| 種目                   | 金 | 金         | 銀 | 銀         | 銅 | 銅         |
| ---------------------- | --- | ---------- | --- | ---------- | --- | ---------- |
| 50m自由形              | アンソニー・アービン アメリカ合衆国 (USA) | 21秒98     | なし |            | ピーター・ファン・デン・ホーヘンバンド オランダ (NED)                                                                                         | 22秒03     |
| 50m自由形              | ゲーリー・ホール・ジュニア アメリカ合衆国 (USA) | 21秒98     | なし |            | ピーター・ファン・デン・ホーヘンバンド オランダ (NED)                                                                                         | 22秒03     |
| 100m自由形             | ピーター・ファン・デン・ホーヘンバンド オランダ (NED) | 48秒30     | アレクサンドル・ポポフ ロシア (RUS) | 48秒69     | ゲーリー・ホール・ジュニア アメリカ合衆国 (USA)                                                                                               | 48秒73     |
| 200m自由形             | ピーター・ファン・デン・ホーヘンバンド オランダ (NED) | 1分45秒35  | イアン・ソープ オーストラリア (AUS) | 1分45秒83  | マッシミリアーノ・ロソリーノ イタリア (ITA)                                                                                                   | 1分46秒65  |
| 400m自由形             | イアン・ソープ オーストラリア (AUS) | 3分40秒59  | マッシミリアーノ・ロソリーノ イタリア (ITA) | 3分43秒40  | クリート・ケラー アメリカ合衆国 (USA) | 3分47秒00  |
| 1500m自由形            | グラント・ハケット オーストラリア (AUS) | 14分48秒33 | キーレン・パーキンス オーストラリア (AUS) | 14分53秒59 | クリス・トンプソン アメリカ合衆国 (USA) | 14分56秒81 |
| 100m背泳ぎ             | レニー・クレーゼルバーグ アメリカ合衆国 (USA) | 53秒72     | マット・ウェルシュ オーストラリア (AUS) | 54秒07     | シュテフ・テローケ ドイツ (GER) | 54秒82     |
| 200m背泳ぎ             | レニー・クレーゼルバーグ アメリカ合衆国 (USA) | 1分56秒76  | アーロン・ピアソル アメリカ合衆国 (USA) | 1分57秒35  | マット・ウェルシュ オーストラリア (AUS) | 1分57秒59  |
| 100m平泳ぎ             | ドメニコ・フィオラバンティ イタリア (ITA) | 1分00秒46  | エド・モーゼス アメリカ合衆国 (USA) | 1分00秒73  | ロマン・スロードノフ ロシア (RUS) | 1分00秒91  |
| 200m平泳ぎ             | ドメニコ・フィオラバンティ イタリア (ITA) | 2分10秒87  | テレンス・パーキン 南アフリカ (RSA) | 2分12秒50  | ダビデ・ルモロ イタリア (ITA) | 2分12秒73  |
| 100mバタフライ         | ラーシュ・フレランダー スウェーデン (SWE) | 52秒00     | マイケル・クリム オーストラリア (AUS) | 52秒18     | ジェフ・ヒューギル オーストラリア (AUS) | 52秒22     |
| 200mバタフライ         | トム・マルチョー アメリカ合衆国 (USA) | 1分55秒35  | デニス・シランティエフ ウクライナ (UKR) | 1分55秒76  | ジャスティン・ノリス オーストラリア (AUS) | 1分56秒17  |
| 200m個人メドレー       | マッシミリアーノ・ロソリーノ イタリア (ITA) | 1分58秒98  | トム・ドーラン アメリカ合衆国 (USA) | 1分59秒77  | トム・ウィルケンズ アメリカ合衆国 (USA) | 2分00秒87  |
| 400m個人メドレー       | トム・ドーラン アメリカ合衆国 (USA) | 4分11秒76  | エリック・ベント アメリカ合衆国 (USA) | 4分14秒23  | カーティス・ミーデン カナダ (CAN) | 4分15秒33  |
| 4 x 100m自由形リレー   | オーストラリア マイケル・クリム クリス・フィドラー アシュリー・ケラス イアン・ソープ トッド・ピアソン アダム・パイン                                        | 3分13秒67  | アメリカ合衆国 アンソニー・アービン ニール・ウォーカー ジェイソン・レザク ゲーリー・ホール・ジュニア スコット・タッカー ジョシュ・デービス                     | 3分13秒86  | ブラジル フェルナンド・シェーラー グスタボ・ボルゲス カルロス・ジェイム エドバルド・バレリオ                                                  | 3分17秒40  |
| 4 x 200m自由形リレー   | オーストラリア イアン・ソープ マイケル・クリム トッド・ピアソン ビル・カービー グラント・ハケット ダニエル・コワルスキ                                      | 7分07秒05  | アメリカ合衆国 スコット・ゴールドブラット ジョシュ・デービス ジェイミー・ローチ クリート・ケラー ネイト・デューシング チャド・カービン                         | 7分12秒64  | オランダ マルティン・ザイトウェフ ヨハン・ケンクハイス マルセル・ワウダ ピーター・ファン・デン・ホーヘンバンド マルク・ファン・デル・ジーデン | 7分12秒70  |
| 4 x 100mメドレーリレー | アメリカ合衆国 レニー・クレイゼルバーグ エド・モーゼス イアン・クロッカー ゲーリー・ホール・ジュニア ニール・ウォーカー トミー・ハンナン ジェイソン・レザク | 3分33秒73  | オーストラリア マット・ウォルシュ リーガン・ハリソン ジェフ・ヒューギル マイケル・クリム ジョシュ・ワトソン ライアン・ミッチェル アダム・パイン イアン・ソープ | 3分35秒27  | ドイツ シュテフ・テローケ イェンス・クルッパ トーマス・ルプラト トルステン・シュパネベルク                                                    | 3分35秒88  |

### 女子
| 種目                   | 金 | 金        | 銀 | 銀        | 銅 | 銅        |
| ---------------------- | --- | --------- | --- | --------- | --- | --------- |
| 50m自由形              | インヘ・デブルーイン オランダ (NED) | 24秒32    | テレース・アルシャマー スウェーデン (SWE) | 24秒51    | ダラ・トーレス アメリカ合衆国 (USA) | 24秒63    |
| 100m自由形             | インヘ・デブルーイン オランダ (NED) | 53秒83    | テレース・アルシャマー スウェーデン (SWE) | 54秒33    | ダラ・トーレス アメリカ合衆国 (USA) | 54秒43    |
| 100m自由形             | インヘ・デブルーイン オランダ (NED) | 53秒83    | テレース・アルシャマー スウェーデン (SWE) | 54秒33    | ジェニファー・トンプソン アメリカ合衆国 (USA) | 54秒43    |
| 200m自由形             | スーザン・オニール オーストラリア (AUS) | 1分58秒24 | マルチナ・モラフコバ スロバキア (SVK) | 1分58秒32 | クラウディア・ポル コスタリカ (CRC) | 1分58秒81 |
| 400m自由形             | ブルック・ベネット アメリカ合衆国 (USA) | 4分05秒80 | ダイアナ・マンズ アメリカ合衆国 (USA) | 4分07秒07 | クラウディア・ポル コスタリカ (CRC) | 4分07秒83 |
| 800m自由形             | ブルック・ベネット アメリカ合衆国 (USA) | 8分19秒67 | ヤナ・クロチコワ ウクライナ (UKR) | 8分22秒66 | ケイトリン・サンデノ アメリカ合衆国 (USA) | 8分24秒29 |
| 100m背泳ぎ             | ディアナ・モカヌ ルーマニア (ROM) | 1分00秒21 | 中村真衣 日本 (JPN) | 1分00秒55 | ニーナ・ジバネフスカヤ スペイン (ESP) | 1分00秒89 |
| 200m背泳ぎ             | ディアナ・モカヌ ルーマニア (ROM) | 2分08秒16 | ログザーナ・マラシノー フランス (FRA) | 2分10秒25 | 中尾美樹 日本 (JPN) | 2分11秒05 |
| 100m平泳ぎ             | メーガン・クワン アメリカ合衆国 (USA) | 1分07秒05 | リーゼル・ジョーンズ オーストラリア (AUS) | 1分07秒49 | ペニー・ヘインズ 南アフリカ (RSA) | 1分07秒55 |
| 200m平泳ぎ             | アグネシュ・コバチ ハンガリー (HUN) | 2分24秒35 | クリスティ・コワル アメリカ合衆国 (USA) | 2分24秒56 | アマンダ・ビアード アメリカ合衆国 (USA) | 2分25秒35 |
| 100mバタフライ         | インヘ・デブルーイン オランダ (NED) | 56秒61    | マルチナ・モラフコバ スロバキア (SVK) | 57秒97    | ダラ・トーレス アメリカ合衆国 (USA) | 58秒20    |
| 200mバタフライ         | ミスティ・ハイマン アメリカ合衆国 (USA) | 2分05秒88 | スーザン・オニール オーストラリア (AUS) | 2分06秒58 | ペトリア・トーマス オーストラリア (AUS) | 2分07秒12 |
| 200m個人メドレー       | ヤナ・クロチコワ ウクライナ (UKR) | 2分10秒68 | ベアトリス・カスラル ルーマニア (ROM) | 2分12秒57 | クリスティナ・トイシャー アメリカ合衆国 (USA) | 2分13秒32 |
| 400m個人メドレー       | ヤナ・クロチコワ ウクライナ (UKR) | 4分33秒59 | 田島寧子 日本 (JPN) | 4分35秒96 | ベアトリス・カスラル ルーマニア (ROM) | 4分37秒18 |
| 4 x 100m自由形リレー   | アメリカ合衆国 エイミー・ヴァン・ダイケン コートニー・シェリー ジェニー・トンプソン ダラ・トーレス エリン・フェニックス アシュリー・タッピン                                             | 3分36秒61 | オランダ マノン・ファン・ローアイエン ウィルマ・ファン・ライン インヘ・デブルーイン タマー・ヘンネケン ハンタル・フロート                       | 3分39秒83 | スウェーデン ヨハンナ・ショーベリ テレーセ・アルシャマー ルイーゼ・ヨンケ アンナ＝カリン・カメルリンク ヨセフィン・リルハーゲ マリン・スファンストレム         | 3分40秒30 |
| 4 x 200m自由形リレー   | アメリカ合衆国 ダイアナ・ムンツ ジェニー・トンプソン サマンサ・アーセノールト リンゼイ・ベンコ ジュリア・スタワーズ キム・ブラック                                                       | 7分57秒80 | オーストラリア ジャーン・ルーニー ペトリア・トーマス カーステン・トムソン スーザン・オニール ジャシンタ・ヴァン・リント エルカ・グラハム        | 7分58秒52 | ドイツ フランツィスカ・ファン・アルムジック アンテ・ブッシュシュルテ サラ・ハースティック ケルスティン・キールガス マイケ・フライターク ブリッタ・シュテフェン | 7分58秒64 |
| 4 x 100mメドレーリレー | アメリカ合衆国 ダラ・トーレス バーバラ・ベッドフォード メーガン・クワン ジェニー・トンプソン コートニー・シェリー アシュリー・タッピン エイミー・ヴァン・ダイケン スタシアナ・スティッツ | 3分58秒30 | オーストラリア ペトリア・トーマス リーゼル・ジョーンズ スーザン・オニール ダイアナ・カルブ ジャーン・ルーニー ターニー・ホワイト サラ・ライアン | 4分01秒59 | 日本 田中雅美 源純夏 中村真衣 大西順子 | 4分04秒16 |

## 各国メダル数
| 順 | 国・地域             | 金 | 銀 | 銅 | 計 |
| -- | -------------------- | -- | -- | -- | -- |
| 1  | アメリカ合衆国 (USA) | 14 | 8  | 11 | 33 |
| 2  | オーストラリア (AUS) | 5  | 9  | 4  | 18 |
| 3  | オランダ (NED)       | 5  | 1  | 2  | 8  |
| 4  | イタリア (ITA)       | 3  | 1  | 2  | 6  |
| 5  | ウクライナ (UKR)     | 2  | 2  | 0  | 4  |
| 6  | ルーマニア (ROM)     | 2  | 1  | 1  | 4  |
| 7  | スウェーデン (SWE)   | 1  | 2  | 1  | 4  |
| 8  | ハンガリー (HUN)     | 1  | 0  | 0  | 1  |
| 9  | 日本 (JPN)           | 0  | 2  | 2  | 4  |
| 10 | スロバキア (SVK)     | 0  | 2  | 0  | 2  |
| 11 | ロシア (RUS)         | 0  | 1  | 1  | 2  |
| 11 | 南アフリカ (RSA)     | 0  | 1  | 1  | 2  |
| 13 | フランス (FRA)       | 0  | 1  | 0  | 1  |
| 14 | ドイツ (GER)         | 0  | 0  | 3  | 3  |
| 15 | コスタリカ (CRC)     | 0  | 0  | 2  | 2  |
| 16 | ブラジル (BRA)       | 0  | 0  | 1  | 1  |
| 16 | カナダ (CAN)         | 0  | 0  | 1  | 1  |
| 16 | スペイン (ESP)       | 0  | 0  | 1  | 1  |